# Ectatosticta davidi
Ectatosticta davidi (лат.) — вид абажуровых пауков рода Ectatosticta из семейства Hypochilidae. Восточная Азия: Китай.

## Описание
Мелкие пауки, длина самцов до 9,57 мм (самки немного крупнее — до 10,98 мм). Основная окраска желтовато-коричневая.
Вид Ectatosticta davidi был впервые описан в 1888 году французским арахнологом Эженом Симоном (Eugène Simon, 1848—1924) под первоначальным названием Hypochilus davidi Simon, 1888. Валидный статус был подтверждён в 2009 году в ходе родовой ревизии американским арахнологом Норманом Платником (Norman I. Platnick; р.1951; Американский музей естественной истории, Манхэттен, Нью-Йорк, США) и немецким арахнологом Петером Егером (Peter Jäger, Forschungsinstitut Senckenberg, Frankfurt am Main, Германия). Таксон Ectatosticta davidi вместе с видом Ectatosticta deltshevi Platnick & Jäger, 2009 включён в род Ectatosticta Simon, 1892. Видовое название E. davidi дано по имени французского миссионера и натуралиста Армана Давида (Armand David, 1826—1900).